# Edwin Moses
Pour les articles homonymes, voir Moses.
Edwin Corley « Ed » Moses, né le 31 août 1955 à Dayton, est un athlète américain spécialiste du 400 mètres haies. Invaincu sur cette distance entre 1977 et 1987 avec 122 victoires consécutives, il remporte deux titres olympiques, en 1976 et 1984, ainsi que deux titres mondiaux, en 1983 et 1987. Détenteur du record du monde de la distance entre 1976 et 1992, il possède avec le Dominicain Félix Sánchez le plus beau palmarès de l’histoire de la discipline. Il est par ailleurs président de l'académie des Laureus World Sports Awards.

## Biographie

### Jeunesse
Né le 31 août 1955 à Dayton dans l’Ohio, second fils d'une famille d'enseignants qui en compte trois, Edwin Moses est admis en école d'ingénieurs au Morehouse College, université privée d'Atlanta dans laquelle il entre avec une bourse universitaire et non sportive.
Durant ses études, il pratique le basket-ball et le football américain, mais, évincé de l'équipe universitaire à la suite d'une bagarre, il se dirige naturellement vers l'athlétisme, étant plus attiré par des sports individuels.
Le révérend Lloyd Jackson, responsable d'un club d'athlétisme situé près de l'université, le prend alors sous son aile après avoir repéré ses capacités physiques. Morehouse étant dépourvue de piste d'athlétisme, il s’entraîne sur le stade voisin, s'essayant à différentes disciplines allant du 120 yards haies au 440 yards plat. Jackson, impressionné par sa foulée (entre 2,50 m et 2,60 m) et par la facilité avec laquelle il conserve le rythme entre deux obstacles, le convainc de se concentrer sur les courses de haies basses.
En 1975, à la fin de la saison pré-olympique, il réalise le temps de 52 secondes sur 400 m haies. Sa technique de course évolue progressivement vers un rythme soutenu de treize foulées entre chaque haie.

### Titre olympique et record du monde à Montréal
En début de saison 1976, à Gainesville, Ed Moses établit le temps de 50 s 1 pour ce qui constitue sa deuxième sortie sur la distance. Il confirme ensuite son potentiel en établissant de nouvelles performances de premier plan : 50 s 6 à Knoxville, 49 s 8 à Philadelphie lors des Penn Relays, 48 s 9 de nouveau à Knoxville, puis 48 s 8 à Chicago. Il se classe quatrième des championnats de l'Amateur Athletic Union (AAU) après avoir heurté violemment la dernière haie. Il participe début juin à Eugene aux sélections olympiques américaines. Il y remporte la finale du 400 m haies en 48 s 30, nouveau record des États-Unis, devant ses compatriotes Quentin Wheeler et Mike Shine, et se qualifie pour les Jeux olympiques de Montréal sans jamais avoir remporté le moindre meeting.
Le 25 juillet 1976, à l'âge de 20 ans, Moses se retrouve en finale des Jeux olympiques. Il n'y retrouve pas l'Ougandais John Akii-Bua, champion olympique en titre et détenteur du record du monde du 400 m haies. L'absence de ce dernier est due au boycott de nombreuses nations africaines. Placé au couloir 4, il est à la lutte avec le Britannique Alan Pascoe jusqu'au cinquième obstacle et fait la différence dans le dernier virage, laissant finalement tous ses adversaires à plus de six mètres, réalisant de surcroît un nouveau record du monde de la discipline en 47 s 63. Il devance sur le podium son compatriote Mike Shine, deuxième en 48 s 69, et le Soviétique Yevgeniy Gavrilenko, médaillé de bronze en 49 s 49.

### Au sommet de sa discipline
En 1977, à Kingston, Edwin Moses dispute exceptionnellement un 110 mètres haies. Opposé notamment aux spécialistes de la discipline Alejandro Casañas, Willie Davenport et Greg Foster, il remporte la course en 13 s 5, malgré un fort vent défavorable, en devançant ses adversaires de près de trois mètres. Il participe ensuite aux championnats NCAA de troisième division pour le compte de l'Université de Morehouse, et s'impose sur 110 et 400 m haies. Le 11 juin 1977, lors des championnats de l'AAU, à Westwood, il remporte son premier titre national sur 400 m haies en 47 s 45, améliorant de 18/100e de seconde son propre record du monde. Après deux mois d'inactivité due à une blessure au pied, Moses dispute plusieurs meetings disputés sur le sol européen, s'imposant notamment à Cologne (48 s 73), Nice (49 s 05) et Zurich (48 s 6). Fin août, il s'incline face à l'Allemand Harald Schmid lors du meeting ISTAF de Berlin, mais prend sa revanche sur son adversaire une semaine plus tard, le 2 septembre 1977 à Düsseldorf à l'occasion de la première Coupe du monde des nations qu'il remporte en 47 s 58. Cette victoire constitue la première d'une série de 122 succès consécutifs (dont 107 finales), établis sur neuf années, neuf mois et neuf jours, et prenant fin en juin 1987 à Madrid lors une course remportée par Danny Harris. Il conclut sa saison par trois victoires en moins de 49 secondes (48 s 66 à Fürth, 48 s 50 à Wattenscheid et 48 s 85 à Hanovre).
Edwin Moses prend quelque distance avec l'athlétisme en 1978. Diplômé en physique, il est recruté en tant qu'ingénieur aéronautique par la société de construction General Dynamics. Lors de cette saison, il dispute et remporte seize courses sur 400 m haies, descendant à dix reprises sous les 49 secondes, et réalisant la meilleure performance mondiale de l'année le 16 août 1978 lors du Weltklasse Zurich en 47 s 94.
Auteur de 47 s 69 à Durham en début de saison 1979, il s'adjuge son deuxième titre de champion de l'Amateur Athletic Union le 17 juin à Walnut en Californie, en bouclant son 400 m haies en 47 s 89. Il domine tous ses adversaires lors de sa tournée estivale en Europe en s'imposant notamment lors des Bislett Games d'Oslo en 47 s 67, et lors de l'Athletissima de Lausanne en 48 s 15. Fin août, il remporte la coupe du monde des nations de Montréal, devant Harald Schmid (48 s 71) et Vasili Arkhipenko (48 s 97), en établissant la meilleure marque de l'année en 47 s 53.
Sa saison 1980 débute fin juin à Eugene par les sélections olympiques américaines, qu'il remporte aisément en 47 s 90, devant James Walker et David Lee. Mais Edwin Moses ne peut défendre son titre olympique lors des Jeux olympiques de Moscou, en raison du boycott demandé par le président américain Jimmy Carter pour protester contre l'invasion de l'Afghanistan par les troupes soviétiques. Séparé de Lloyd Jackson, il décide désormais de s'entraîner seul. Il poursuit sa saison en s'alignant au départ de plusieurs meetings européens. Le 3 juillet 1980, quelques jours avant le début des Jeux olympiques, Moses remporte le meeting de Milan, devant Harald Schmid et André Phillips, en établissant le temps de 47 s 13, soit 32/100e d'amélioration sur son précédent record du monde établi en 1977. Il signe ensuite seize victoires de rang et se rapproche de sa meilleure marque le 8 août à Berlin (47 s 17), et moins d'une semaine plus tard à Zurich (47 s 81).
Edwin Moses décroche son troisième titre de champion des États-Unis, en juin 1981 à Sacramento, en s'imposant dans le temps de 47 s 59, devant André Phillips et David Lee. Il assoit sa domination mondiale en enchaînant durant l'été 1981 une série de performances inférieures à 48 secondes. Auteur de 47 s 99 lors des Bislett Games d'Oslo, il établit la meilleure performance mondiale de l'année le 14 juillet à l'Athletissima de Lausanne en 47 s 14, et s'impose ensuite à Zurich en 47 s 64, et à Berlin en 47 s 27. Le 4 septembre, à Rome, il s'adjuge pour la troisième fois d'affilée la coupe du monde des nations, en 47 s 37, devant l'Est-Allemand Volker Beck et le Néerlandais Harry Schulting.
Victime d'une grave pleurésie en 1982, il ne dispute aucune compétition lors de cette saison.

### Premier titre mondial en 1983, second titre olympique à Los Angeles 1984

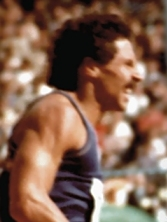
Harald Schmid, deuxième des championnats du monde de 1983, derrière Edwin Moses

De retour sur les pistes d'athlétisme en mai 1983, il décroche son quatrième titre national à l'occasion des championnats des États-Unis d'Indianapolis, dominant avec le temps de 47 s 84 David Lee et André Phillips. L'année 1983 est marquée par l'organisation de la première édition des Championnats du monde d'athlétisme, les mondiaux d'Helsinki. Invaincu en 80 courses, Edwin Moses est le grand favori de l'épreuve du 400 m haies. Vainqueur de sa série qualificative et des demi-finales en respectivement 49 s 54 et 48 s 11, il s'impose sans difficulté en finale en 47 s 50, laissant ses principaux adversaires, dont Harald Schmid et Aleksandr Kharlov, à plus d'une seconde. À l'issue de cette finale, l'Américain détient les neuf meilleures performances de tous les temps sur 400 m haies. Il poursuit sa saison par une série de meetings estivaux en Europe. Crédité de 47 s 37 à Zurich, il signe le temps de 47 s 43 au meeting de Cologne. Le 31 août 1983, à Coblence, Moses établit le quatrième record du monde de sa carrière en 47 s 02, améliorant de 11/100e sa précédente meilleure marque mondiale établie en 1980. Il conclut sa saison en participant début septembre au meeting de Rieti, qu'il remporte en 47 s 93.
Les Jeux olympiques de 1984, qui se déroulent sur le sol américain, à Los Angeles, constituent l'objectif principal de l'année d'Edwin Moses, huit ans après son dernier sacre olympique à Montréal, et quatre ans après le boycott américain des Jeux de Moscou. Il dispute ses trois premières compétitions de la saison à Los Angeles : vainqueur du meeting Pepsi en 47 s 71, il dispute et remporte ensuite sa série et sa demi-finale des championnats des États-Unis, mais doit déclarer forfait pour la finale. Le 5 août, toujours à Los Angeles, l'Américain s'impose lors des sélections olympiques en 47 s 76, devant Danny Harris.
Il est désigné par le Comité international olympique pour prêter serment lors de la cérémonie d'ouverture des Jeux olympiques.
Le 5 août 1984, en finale du 400 m haies au Memorial Coliseum, Edwin Moses parvient à contenir tous ses adversaires, malgré une concurrence plus importante que lors de sa première participation olympique en 1976, et s'imposer en 47 s 75, devant Danny Harris (48 s 13) et Harald Schmid (48 s 19), après avoir lutté pour ne pas céder de terrain dans la ligne droite et pris un départ rapide.
Vainqueur de sa 106e victoire consécutive, il devient le deuxième athlète après son compatriote Glenn Davis, couronné en 1956 et 1960, à remporter deux titres olympiques sur 400 m haies. Il ne dispute que quatre courses après les Jeux, s'imposant à Berlin (48 s 49), Cologne (47 s 95) et Rome (48 s 01), et signant la meilleure performance mondiale de l'année le 29 août 1984 à Coblence, en 47 s 32. En fin de saison, il est élu sportif de l'année par le magazine Sports Illustrated en compagnie de la gymnaste Mary Lou Retton.

### Cent vingt-deux victoires consécutives
Blessé en 1985, Edwin Moses ne reprend le chemin des pistes qu'en 1986. Décidant de s'économiser physiquement, il ne dispute que dix courses lors de cette saison. Certains de ses concurrents lui reprochent à ce titre de choisir méticuleusement ses courses afin d'éviter ses plus dangereux adversaires, dont Phillips, Harris et Schmid. Auteur de 48 s 89 lors de son 400 m haies de rentrée, à Lappeenranta, en Finlande, il participe début juillet à la première édition des Goodwill Games, à Moscou, où il remporte la médaille d'or en 47 s 94, devant le Soviétique Aleksandr Vasilyev et l'autre Américain David Patrick. Il s'impose par la suite lors des meetings Grand Prix de Paris (47 s 66), Londres (48 s 21), Budapest (47 s 76) et Berlin (47 s 53). Le 2 septembre à Lausanne, il établit la meilleure performance mondiale de l'année en 47 s 38.
L'objectif de sa saison 1987 est l'obtention d'un deuxième titre mondial. Le 4 juin, au meeting de Madrid, son compatriote Danny Harris met fin à la série de 122 victoires consécutives — dont 107 finales — entamée en 1977,. Harris s'impose en 47 s 56 et devance de 13/100e son aîné. Fin juin, à San José, Edwin Moses décroche son cinquième et dernier titre de champion des États-Unis en 47 s 99. Vainqueur par la suite de trois nouveaux meetings disputés sur le sol européen, il connait une nouvelle déconvenue le 16 juillet au meeting BNP de Paris en chutant au passage de la cinquième haie, mais s'assure ensuite six nouvelles victoires en devançant notamment par deux fois Danny Harris, à Hengelo et à Berlin.

### 1987: nouveau titre mondial

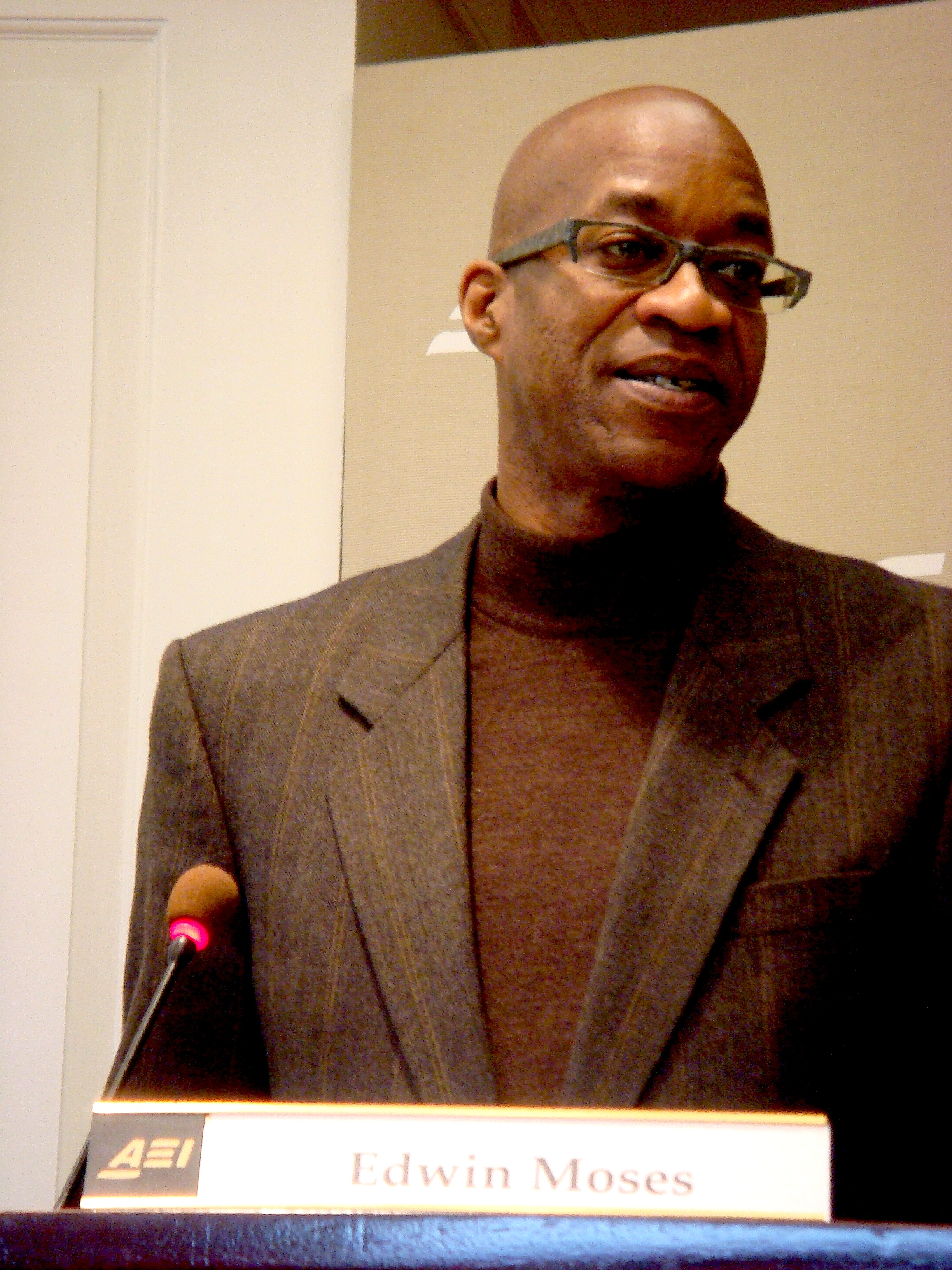
Edwin Moses en 2008.

Lors de la finale des mondiaux de Rome 1987, Edwin Moses est placé au 3e couloir, derrière ses deux rivaux, Harald Schmid et Danny Harris, qui sont placés respectivement aux 4e et 5e couloirs. Cela lui permet de contrôler ses principaux adversaires.
Edwin Moses prend un bon départ : vers la fin de la ligne droite opposée, il a déjà remonté son décalage sur Harald Schmid, ce qui correspond à une avance d'environ quatre mètres de Moses sur Schmid.
Toutefois Danny Harris et Harald Schmid, côte à côte, réalisent une magnifique dernière ligne droite et reviennent sur Edwin Moses. Celui-ci perd la plupart de son avance sur les deux poursuivants mais réussit à garder cette avance de très peu sur la ligne d'arrivée conservant son titre mondial en 47 s 46, meilleure performance mondiale de l'année et record des championnats.
Le dénouement de cette course est le plus serré de tous les temps dans l'histoire des Championnats du monde d'athlétisme et des Jeux olympiques. Edwin Moses passe la ligne d'arrivée de 2/100e devant Danny Harris et Harald Schmid (qui égale son record d’Europe), 47 s 48 tous les deux,.

### Troisième participation aux Jeux et une médaille de bronze en prime
Pour sa troisième participation aux Jeux, lors des Jeux olympiques de 1988 à Séoul, il termine à la troisième place, obtenant une médaille de bronze pour sa dernière course de 400 mètres haies.
Durant sa carrière, il descendit treize fois sous les 47 s 50.

## Palmarès

### International
| Date | Compétition                | Lieu        | Résultat | Épreuve     | Temps        |
| ---- | -------------------------- | ----------- | -------- | ----------- | ------------ |
| 1976 | Jeux olympiques            | Montréal    | 1er      | 400 m haies | 47 s 63 (WR) |
| 1977 | Coupe du monde des nations | Düsseldorf  | 1er      | 400 m haies | 47 s 58      |
| 1979 | Coupe du monde des nations | Montréal    | 1er      | 400 m haies | 47 s 53      |
| 1981 | Coupe du monde des nations | Rome        | 1er      | 400 m haies | 47 s 37      |
| 1983 | Championnats du monde      | Helsinki    | 1er      | 400 m haies | 47 s 50      |
| 1983 | Championnats du monde      | Helsinki    | 6e       | 4 × 400 m   | 3 min 5 s 29 |
| 1984 | Jeux olympiques            | Los Angeles | 1er      | 400 m haies | 47 s 75      |
| 1986 | Goodwill Games             | Moscou      | 1er      | 400 m haies | 47 s 94      |
| 1987 | Championnats du monde      | Rome        | 1er      | 400 m haies | 47 s 46      |
| 1988 | Jeux olympiques            | Séoul       | 3e       | 400 m haies | 47 s 56      |

### National
- Championnats des États-Unis : vainqueur en 1977, 1979, 1981, 1983 et 1987

## Records

### Records du monde
- Record du monde du 400 m haies : 
  - 47 s 63, le 25 juillet 1976 lors des Jeux olympiques de Montréal, (bat le record établi lors des Jeux olympiques de Munich en 1972 par John Akii-Bua en 47 s 82)
  - 47 s 45, le 11 juin 1977 à Westwood
  - 47 s 13, le 3 juillet 1980 à Milan
  - 47 s 02, le 31 août 1983 à Coblence, 5e performance de tous les temps

Le 6 août 1992, Kevin Young remporte la finale des Jeux olympiques de Barcelone en établissant un nouveau record du monde en 46 s 78. Il améliore de vingt-quatre centièmes le précédent record de Moses.

## Distinctions
En mars 2012, il fait partie de la sélection de douze premiers athlètes — dont il est le seul hurdleur — à être intronisés au Temple de la renommée de l'IAAF.

## Statistiques

### Meilleures performances de l'année
| Année | Marque                         | Date                           | Lieu                           | Rang                           |
| ----- | ------------------------------ | ------------------------------ | ------------------------------ | ------------------------------ |
| 1976  | 47 s 63                        | 25 juillet 1976                | Montréal                       | 1                              |
| 1977  | 47 s 45                        | 11 juin 1977                   | Westwood                       | 1                              |
| 1978  | 47 s 94                        | 16 août 1978                   | Zurich                         | 1                              |
| 1979  | 47 s 53                        | 24 août 1979                   | Montréal                       | 1                              |
| 1980  | 47 s 13                        | 3 juillet 1980                 | Milan                          | 1                              |
| 1981  | 47 s 14                        | 14 juillet 1981                | Lausanne                       | 1                              |
| 1982  | Aucune performance enregistrée | Aucune performance enregistrée | Aucune performance enregistrée | Aucune performance enregistrée |
| 1983  | 47 s 02                        | 31 août 1983                   | Coblence                       | 1                              |
| 1984  | 47 s 32                        | 29 août 1984                   | Coblence                       | 1                              |
| 1985  | Aucune performance enregistrée | Aucune performance enregistrée | Aucune performance enregistrée | Aucune performance enregistrée |
| 1986  | 47 s 38                        | 2 septembre 1986               | Lausanne                       | 1                              |
| 1987  | 47 s 46                        | 1er septembre 1987             | Rome                           | 1                              |
| 1988  | 47 s 37                        | 17 juillet 1988                | Indianapolis                   | 3                              |

### 400mhaies sous 47 s 50
Les performances ont été classées de la haute à la plus basse.
| N° | Perf.   | Pos. | Lieu         | Date               | Notes                  |
| -- | ------- | ---- | ------------ | ------------------ | ---------------------- |
| 1  | 47 s 02 | 1    | Coblence     | 31 août 1983       | ancien record du monde |
| 2  | 47 s 13 | 1    | Milan        | 3 juillet 1980     | ancien record du monde |
| 3  | 47 s 14 | 1    | Lausanne     | 14 juillet 1981    |                        |
| 4  | 47 s 17 | 1    | Berlin       | 8 août 1980        |                        |
| 5  | 47 s 27 | 1    | Berlin,      | 21 août 1981       |                        |
| 6  | 47 s 32 | 1    | Coblence,    | 29 août 1984       |                        |
| 7  | 47 s 37 | 1    | Rome         | 4 septembre 1981   |                        |
| 7  | 47 s 37 | 1    | Zurich       | 28 août 1983       |                        |
| 7  | 47 s 37 | 1    | Indianapolis | 17 juillet 1988    |                        |
| 10 | 47 s 38 | 1    | Lausanne     | 2 septembre 1986   |                        |
| 11 | 47 s 43 | 1    | Cologne      | 28 août 1983       |                        |
| 12 | 47 s 45 | 1    | Westwood     | 11 juin 1977       | ancien record du monde |
| 13 | 47 s 46 | 1    | Rome         | 1er septembre 1987 | Championnats du monde  |